# Nonnenkapkluifzwam
De nonnenkapkluifzwam (Helvella spadicea) is een schimmel uit de familie Helvellaceae. Hij groeit onder populier (Populus) op kalkrijk zand.

## Kenmerken

### Uiterlijke kenmerken
De nonnenkapkluifzwam heeft een geplooide, donkerbruine tot zwarte hoed. De steel is tot 5 cm lang, hol van binnen, wittig en fijn viltig. De steelvoet is verbreed en daar vaak ietwat ingedeukt.
De sporenprint is wit.

### Microscopische kenmerken
De sporen zijn ellipsvormig, glad, guttuleus en meten 20-25 × 12-15 µm.

## Gelijkende soorten
Een soort waarmee de nonnenkapkluifzwam kan worden verward is de geaderde kluifzwam (Helvella fusca), maar deze heeft echter een holle, krachtig geribde steel, is fijn behaard en wit tot geelbruin.

## Verspreiding
De nonnenkapkluifzwam is in Nederland een matig algemene soort. Hij staat op de rode lijst in de categorie 'bedreigd'. In het westen van het land komen ze meestal voor bij met zeezand opgespoten stukken land waarin veel schelpen zitten.